# Boje-Weltraumabenteuer
Boje-Weltraumabenteuer war eine von 1969 bis 1981 im Boje Verlag erscheinende Science-Fiction-Buchreihe für Jugendliche. Er war mit dem Start einer derartigen Reihe ein Vorreiter unter den ausgewiesenen Jugendbuchverlagen. Neben deutschen Autoren wie Robert Brenner und Peter Dubina erschienen hier auch Erzählungen englischsprachiger Autoren wie Andre Norton, Jack Williamson und Ben Bova.
Im Rahmen der Reihe erschienen auch die fünf Bände der Serie Raumschiff Pollux von Lothar Streblow. Ab 1974 erschien als eine weitere Reihe Boje Science Fiction mit etwas ambitionierteren Texten.

## Liste der Titel

### Boje-Weltraumabenteuer
| Autor(en)         | Titel                                       | Jahr |
| ----------------- | ------------------------------------------- | ---- |
| Peter Dubina      | Mars, Planet der Geister                    | 1969 |
| Hans Kneifel      | Befehl an Raumschiff Orion: Rettet die Erde | 1969 |
| Robert Brenner    | Der Mann vom Neptun                         | 1970 |
| Robert Brenner    | Duell mit der Sonne                         | 1970 |
| Peter Dubina      | Mars, Planet der Geister                    | 1971 |
| Hans Kneifel      | Befehl an Raumschiff Orion: Rettet die Erde | 1971 |
| Robert Brenner    | Unternehmen »Aldebaran«                     | 1971 |
| Andre Norton      | Der unheimliche Planet                      | 1972 |
| Peter Dubina      | Entscheidung im Weltraum                    | 1973 |
| Lothar Streblow   | Die Bewohner des grünen Planeten            | 1974 |
| Walter Ernsting   | Der geheimnisvolle Asteroid                 | 1974 |
| Walter Ernsting   | Mit Lichtgeschwindigkeit zu Alpha II        | 1974 |
| Jack Williamson   | Die Weltraumfalle                           | 1974 |
| Robert Brenner    | Der Mann vom Neptun                         | 1975 |
| Andre Norton      | Verschwörung im All                         | 1975 |
| Ben Bova          | Der Planet der Katzenwölfe                  | 1975 |
| Robert Brenner    | Unternehmen »Aldebaran«                     | 1975 |
| Lothar Streblow   | Zielplanet Rondir II                        | 1976 |
| Pierre Pelot      | Der Flug zur vierten Galaxis                | 1976 |
| Lothar Streblow   | Der Computerplanet                          | 1977 |
| Lothar Streblow   | Meslan IV in Gefahr                         | 1978 |
| Gregory Benford   | Das Jupiterprojekt                          | 1978 |
| Irma Chilton      | Weltraumpilot Tom Davies in Aktion          | 1978 |
| Lothar Streblow   | Der Wasserplanet                            | 1979 |
| Klaus Frühauf     | Der Flug in die Sonne                       | 1979 |
| Hugh Walters      | Die Erde in Gefahr                          | 1980 |
| Christian Grenier | Der Fremde, der aus der Zukunft kam         | 1981 |
| Douglas Hill      | Alarm im All                                | 1981 |
| Douglas Hill      | Der Weltraumspion                           | 1981 |

### Boje Science Fiction
| Autor(en)            | Titel                         | Jahr |
| -------------------- | ----------------------------- | ---- |
| Arthur C. Clarke     | Die Delphininsel              | 1974 |
| Roger Elwood (Hrsg.) | Reise in die Unendlichkeit    | 1976 |
| Walter Ernsting      | Das Geheimnis im Atlantik     | 1976 |
| Alexander Key        | Die Tür zu einer anderen Welt | 1976 |
| Alexander Key        | Die Kinder vom andern Stern   | 1977 |
| Andre Norton         | Herrscher über den Abgrund    | 1977 |
| John Rowe Townsend   | Das Versteck                  | 1977 |
| Bruce Carter         | Wettlauf mit der Zeit         | 1979 |